# Пифия (Матрица)
Пи́фия, в оригинале Оракул (англ. The Oracle) — персонаж в серии фильмов «Матрица». Роль Пифии в первых двух частях исполняла актриса Глория Фостер. Вторая часть трилогии стала последним фильмом в жизни Фостер. В третьей части роль Пифии исполнила Мэри Элис.
Пифия — программа, специально созданная для изучения человеческой психики. В оригинале персонажа звали Оракул (англ. The Oracle), но в русском переводе его имя было изменено на Пифию (древнегреческая жрица-прорицательница), в связи с тем, что в русском языке слово Оракул мужского рода, а персонаж женский. В английском языке Оракул не имеет такой жёсткой привязки к полу. В переводах на другие языки также не всегда использовался прямой перевод слова «Оракул».
По мнению критиков, взаимоотношения Пифии и Архитектора соответствуют взаимоотношениям между концепциями «рефлективной» и «первичной» наукофикации, которые обозначил Ульрих Бек в своей работе «Общество риска» (1986). Пифия с рационально-критической позиции оценивает техно-научную цивилизацию, которая заключена в Матрице. Фактически, она пытается определить те риски, которые стоят перед этой цивилизацией, а также степень опасности этих рисков. Такой подход аналогичен действиям современных учёных, которые анализирует нашу «Матрица-подобную» массовую культуру.
Как объясняет в фильме Архитектор, он пытался создать идеальную конструкцию общества, но при этом потерпел полный провал. Мир был построен заново с учётом истории человечества и его «гротескной» (по словам Архитектора) культуры, но и эта попытка закончилась провалом. В конце концов Архитектор пришёл к выводу, что решение скорее сможет найти интеллект несколько иного типа — может быть, не столь мощный (как его собственный), но зато не пытающийся найти именно «идеальное» решение. В итоге к такому решению проблем этой цивилизации ближе всего подошла Пифия — программа, которая была создана для изучения некоторых аспектов человеческой психологии. «Меня можно назвать Отцом матрицы, а ее, без преувеличения, — Матерью», — говорит Архитектор.
В то время как целью Архитектора является реконструкция природы и общества в Матрице, Пифия старается реконфигурировать уже созданную «Матрицу» так, чтобы в ней были допустимы разнообразные варианты человеческой индивидуальности. При этом она осознаёт, что её действия (а точнее предсказания) оказывают значительное влияние на развитие человеческого общества внутри Матрицы.
Во втором фильме программа Пифия говорит Нео: «Меня интересует лишь одно — будущее. И поверь мне, мы [машины и люди], лишь сплотившись, доживём».
После встречи Нео и Архитектора она говорит, что встала на сторону человечества в связи с тем что, если Архитектор пытается «сбалансировать уравнение» или просто поставить четкую цикличность возрождения и уничтожения Зиона для контроля человеческой популяции из тех, кто не согласен с Системой, то цель Пифии — дисбаланс, поскольку в своих наблюдениях она поняла, что люди — не машины, их нельзя запрограммировать на одну определенную цель, отчего возникает свобода выбора, которую Архитектору не понять.